# Erving Goffman
Erving Goffman (11 tháng 6 năm 1922 – 19 tháng 11 năm 1982) là một nhà xã hội học, nhà tâm lý học xã hội và nhà văn sinh ra ở Canada, được xem là một "nhà xã hội học người Mỹ có ảnh hưởng nhất của thế kỷ XX". Năm 2007, Hướng dẫn giáo dục cao học Times đã liệt kê ông là tác giả sách được trích dẫn nhiều thứ sáu về khoa học xã hội và nhân văn, sau Michel Foucault, Pierre Bourdieu và Anthony Giddens, và trước Jürgen Habermas.
Các lĩnh vực nghiên cứu chính của Goffman bao gồm xã hội học của cuộc sống hàng ngày, giao tiếp xã hội, xây dựng xã hội của bản thân, tổ chức xã hội (đóng khung) kinh nghiệm và các yếu tố đặc biệt của đời sống xã hội như tổng thể và sự kỳ thị.

## Thời niên thiếu
Goffman sinh ngày 11 tháng 6 năm 1922 tại Mannville, Alberta, Canada, Max Goffman và Anne Goffman, nhũ danh Averbach.  Ông xuất thân từ một gia đình người Do Thái Ucraina đã di cư đến Canada vào đầu thế kỷ. Ông có một người chị là Frances Bay, người đã trở thành một nữ diễn viên.  Gia đình chuyển đến Dauphin, Manitoba, nơi cha Goffman điều hành một doanh nghiệp may mặc thành công.

## Học vấn
Từ năm 1937, Goffman theo học tại trường trung học kỹ thuật St. John ở Winnipeg, nơi gia đình ông chuyển đến năm đó. Năm 1939, ông theo học tại Đại học Manitoba, chuyên ngành hóa học.  Ông ngưng việc học và chuyển đến Ottawa để làm việc trong ngành công nghiệp điện ảnh cho Hội đồng Điện ảnh Quốc gia Canada, được thành lập bởi John Grierson. Sau đó, ông đã phát triển một mối quan tâm trong xã hội học. Cũng trong thời gian này, ông đã gặp nhà xã hội học nổi tiếng Bắc Mỹ là Dennis Wrong. Cuộc gặp gỡ của họ đã thúc đẩy Goffman rời Đại học Manitoba và ghi danh vào Đại học Toronto, nơi ông được học với các giáo sư C. W. M. Hart và Ray Birdwhistell và tốt nghiệp vào năm 1945 với bằng cử nhân xã hội học và nhân chủng học. Sau đó, ông chuyển đến Đại học Chicago, nơi ông nhận bằng Thạc sĩ (1949) và Tiến sĩ (1953) về xã hội học.  Đối với luận án tiến sĩ, từ tháng 12 năm 1949 đến tháng 5 năm 1951, ông đã sống và thu thập dữ liệu dân tộc học trên đảo Unst thuộc quần đảo Shetland. Luận án của Goffman, mang tên Ứng xử giao tiếp trong một cộng đồng đảo (1953), đã được hoàn thành dưới sự giám sát của W. Lloyd Warner, Donald Horton và Anselm Strauss.  

## Sự nghiệp
Goffman là chủ tịch thứ 73 của Hiệp hội Xã hội học Hoa Kỳ. Đóng góp nổi tiếng nhất của ông cho lý thuyết xã hội là nghiên cứu về tương tác tượng trưng. Điều này có hình thức phân tích kịch, bắt đầu với cuốn sách năm 1956 của ông The Presentation of Self in Everyday Life (Tạm dịch: Thể hiện bản thân trong cuộc sống hàng ngày). Các tác phẩm lớn khác của Goffman bao gồm Asylums (1961), Stigma (1963), Interaction rituals (Tạm dịch:Nghi thức tương tác) (1967), Frame Analysis (1974) và Forms of Talk (1981).
Ngoài sự nghiệp học tập, Goffman được biết đến với sự quan tâm và thành công tương đối, trong thị trường chứng khoán và cờ bạc. Tại một thời điểm, để theo đuổi sở thích và nghiên cứu dân tộc học, anh trở thành một pit boss tại một sòng bạc Las Vegas.

## Đời tư
Năm 1952, Goffman kết hôn với Angelica Choate. Năm 1953, con trai của họ Thomas được sinh ra. Angelica bị bệnh tâm thần và chết vì tự tử vào năm 1964.  
Năm 1981, Goffman kết hôn với nhà ngôn ngữ học xã hội Gillian Sankoff. Năm sau, con gái Alice của họ chào đời. Con gái ông cũng là một nhà xã hội học.
Goffman qua đời tại Philadelphia, Pennsylvania, vào ngày 19 tháng 11 năm 1982 vì căn bệnh ung thư dạ dày.